# Tisamenos (Sohn des Orestes)
Tisamenos (altgriechisch Τισαμενός Tisamenós) ist in der griechischen Mythologie der Sohn des Orestes und der Hermione und Herrscher über die Peloponnesier. Er war der Vater des Kometes, Daimenes, Sparton, Tellis und des Leontomenes.
Nach dem Tode des Orestes wurde er zusammen mit seinem Halbbruder Penthilos oder allein König von Sparta und Argos. Er verteidigte den Peloponnes gegen die Herakliden unter Aristomachos, die versuchten, ihr Erbland wieder zu erobern. Er fiel jedoch im Kampf um Argos und sein Reich wurde von den Herakliden erobert. Nach anderer Überlieferung überlebte Tisamenos, musste jedoch mit den Achäern fliehen. So forderte er die Ionier in der von diesen damals bewohnten (später Achaia genannten) Landschaft im Nordwesten der Peloponnes auf, ihnen zu erlauben sich in ihrem Land anzusiedeln. Es kam zum Kampf, den sie zwar gewannen, jedoch fiel Tisamenos und wurde in Helike begraben. Später wurden die Gebeine des Tisamenos aufgrund eines Orakels nach Sparta überführt.